# Thorium(III)-iodid
Thorium(III)-iodid ist eine chemische Verbindung des Thoriums aus der Gruppe der Iodide.

## Darstellung
Thorium(III)-iodid kann durch Reaktion von Thorium(IV)-iodid mit Thorium bei 450–550 °C gewonnen werden.
{\displaystyle \mathrm {Th+3\ ThI_{4}\longrightarrow 4\ ThI_{3}} }
Bei einer Reaktionszeit von zwei bis drei Tagen entsteht nadelförmiges α-Thorium(III)-iodid, während bei sehr langer Reaktionszeit die β-Form als kompakte Kristalle mit grünlich bis messingfarbenem Glanz entstehen.
Ebenfalls möglich ist die direkte Darstellung aus den Elementen.
{\displaystyle \mathrm {2\ Th+3\ I_{2}\longrightarrow 2\ ThI_{3}} }

## Eigenschaften
Thorium(III)-iodid ist eine schwarze, violettstichige, meist schlecht durchkristallisierte Masse. Ausgebildete Kristalle zeigen unter dem Mikroskop starken Dichroismus von violett nach olivgrün und sind doppelbrechend. Oberhalb von 550 °C zerfällt Thorium(III)-iodid  zu Thorium(IV)-iodid  und Thorium(II)-iodid. β-Thorium(III)-iodid hat eine orthorhombische Kristallstruktur mit der Raumgruppe Cccm (Raumgruppen-Nr. 66). Die α-Form hat eine pseudoorthorhombische Kristallstruktur.